# Mae Jemisonová
Mae Carol Jemisonová (* 17. října 1956 v Decatur, stát Alabama, Spojené státy americké) je americká astronautka po letu raketoplánem Endeavour v roce 1992, 20. žena a 281. člověk ve vesmíru.

## Život

### Mládí a výcvik
Jejími rodiči jsou Charlie Jemison a Dorothy Green. Základní vzdělání získala na Beethoven School v Chicagu. Titul doktorky získala po absolvování dvou vysokých škol, v oboru chemie na Stanfordově univerzitě a lékařství na Cornellově univerzitě.
V NASA je od roku 1987.

### Let do vesmíru
Druhá mise raketoplánu Endeavour odstartovala na Floridě, z kosmodromu na mysu Canaveral v září roku 1992. Jemisonová se jako členka posádky stala 281. člověkem ve vesmíru, zároveň zde byla první ženou tmavé pleti. Osmidenní let byl katalogizován v COSPAR pod označením 1992-061A. Sedmičlenná posádka byla ve složení: Robert Gibson, Mae Jamisová, Curtis Brown, Mark Lee, Jerome Apt, Jane Davisová a dr. Mamoru Móri z Japonska.
Bezproblémový let byl věnován biologickým a technologickým experimentům v laboratoři Spacelab, připravenými japonskou agenturou NASDA.
- STS-47, Endeavour, start 12. září 1992, přistání 20. září 1992

## Po letu
V roce 1993 se jako první skutečný astronaut objevila v seriálu Star Trek: Nová generace, kde v epizodě „Druhá šance“ ztvárnila podporučíka Palmerovou.
Populární astronautka absolvovala v roce 2009 také přednáškové turné po amerických školách, organizované Michelle Obamovou.